# Datagen
Datagen es una empresa multinacional de software israelí fundada en 2018 por Ofir Chakon y Gil Elbaz. La empresa proporciona una plataforma para generar datos sintéticos para realidad virtual (VR), realidad aumentada (AR), visión por computadora (CV) e inteligencia artificial (AI), inteligencia artificial generativa (AIG) en concreto, vehículos autónomos, robótica y seguridad de IoT.
Los productos desarrollados por Datagen están integrados en las de varias empresas y gigantes tecnológicos estadounidenses según señala Fortune 500.

## Historia
La inspiración inicial para crear lo que más tarde se convertiría en Datagen fue un vídeo del fundador de Facebook, Mark Zuckerberg demostrando Oculus.
La plataforma Datagen se utiliza para generar datos sintéticos utilizados en la IA de visión por computadora mientras hace que la producción de imágenes 2D y 3D, por otros medios, con el fin de entrenar modelos de IA.La empresa afirma que puede reducir el tiempo necesario para crear datos de almacenamiento de minutos a unos pocos segundos.Datagen afirma que esto dará como resultado sistemas de IA mejor capacitados y más útiles.Funciona mediante modelos como redes neuronales, especialmente modelos de lenguaje grandes (LLM) o redes generativas antagónicas (GAN), que aprenden patrones y estructuras para generar resultados realistas. Ejemplos incluyen Prompt para texto, DALL-E para imágenes o Stable Diffusion para contenido visual, los patrones se refieren a las estructuras, regularidades o relaciones subyacentes que los modelos de IA identifican y aprenden a partir de los datos de entrenamiento. Estos patrones son la base para que la IA pueda generar contenido nuevo y coherente.  
En 2021 la empresa reclutó nuevos ejecutivos de varias otras corporaciones tecnológicas: Tal Darom (ex alto ejecutivo de Amazon en Israel), Jonathan Laserson, Karin Regev y Hadas Scheinfeld (exejecutivo de Google).
En 2022, la compañía anunció que había recaudado alrededor de 50 millones de dólares en una ronda de financiación Serie B.